# 數位原住民
數位原住民（英語：Digital native）指的是從小就生長在有各式數位產品環境的世代；相對的概念為「數位移民」（Digital Immigrant），表示長大後才接觸數位產品並有一定程度上無法流暢使用的族群。這兩個用詞出自於2001年馬克·普倫斯基（Marc Prensky）發表的文章《Digital Natives, Digital Immigrants》。另有延伸用詞「數位難民」，指的是與盧德份子一樣拒絕學習使用數位產品的族群。